# Zbigniew Mierzwiński
Zbigniew Mierzwiński (ur. 1 kwietnia 1931 w Dubnie, zm. 8 lutego 2015) – polski działacz harcerski (harcmistrz), dziennikarz i publicysta.
W latach 1943–1944 działał w Szarych Szeregach pod ps. „Zbyszek” w ramach „Ula Zboże” (chorągiew lubelska).
Publikował w prasie od 1960, specjalizował się w historii XX wieku.

## Odznaczenia
Na podstawie materiału źródłowego.
- Krzyż Kawalerski Orderu Odrodzenia Polski
- Krzyż Armii Krajowej
- Krzyż za Zasługi dla ZHP
- Odznaka „Zasłużony Działacz Kultury”.

## Wybrane publikacje
- Generałowie II Rzeczpospolitej (1990; również wydania kilkutomowe)[3]
- W 65 rocznicę zwycięskiej bitwy żołnierza polskiego o Monte Cassino (2009)[4]
- Asy, damy i ułani (2012)
- W kraju i na obczyźnie. Publicystyka historyczno-wojskowa z lat 1984–2011 (2012)